# 2-я стрелковая дивизия (4-го формирования)
2-я стрелковая дивизия (2-я стрелковая Мазурская ордена Кутузова дивизия); формирования декабря 1941 года) — воинская часть СССР в Великой Отечественной войне.

## История
Формировалась как 410-я стрелковая дивизия с 10 декабря 1941 в Архангельском военном округе, близ Архангельска, штаб формируемого соединения разместился вблизи железнодорожной станции Исакогорка. 13-й и 200-й стрелковые полки и 164-й артполк дислоцировались в военных лагерях «Лахта», оборудование которых началось ещё в 1938 г. 261 — й стрелковый полк располагался на Архбумкомбинате. Личный состав дивизии формировался из призывников Архангельской области, а также во многом из бывших заключённых близлежащих лагерей. 7 января 1942 года 410-я стрелковая дивизия переименована во 2-ю стрелковую дивизию (4-го формирования).
В действующей армии с 1 апреля 1942 по 9 мая 1945 года.
26 марта 1942 года убыла на фронт по маршруту Архангельск — Ярославль — Рыбинск — Бологое — Малая Вишера, где вошла в состав Волховского фронта и передана в 59-ю армию. До 28 апреля 1942 года дивизия находилась в резерве в районе селений Ямно и Арефино, с 29 апреля 1942 года перешла в наступление в направлении на опорный пункт Спасская Полисть, с целью расширения коридора ко 2-й ударной армии. Дивизии была поставлена задача: прорвать долговременную и сильно укреплённую оборону противника с целью помочь отдельным частям (около 30 тысяч человек) 2-й ударной армии генерала Власова выйти из окружения. За первые шесть дней она продвинулась вперед на 6-8 км. В течение 13 дней дивизия вела непрекращающиеся бои и 14 мая 1942 года, понеся большие потери, была возвращена на исходные позиции. Особенно пострадал 13-й стрелковый полк, который попал в окружение. В течение двух недель восстанавливалась во втором эшелоне, с 31 мая 1942 года приступила к боям, пробивая коридор >ко вновь окружённым войскам 2-й ударной армии у Мясного Бора и вела там бои вплоть до окончательного закрытия коридора 17 июня 1942 года. Ценой больших потерь дивизия задачу выполнила и деблокировала до 30 тысяч бойцов 2-й ударной армии, а затем перешла к обороне на плацдарме за Волховом.
В двадцатых числах августа 1942 года дивизия покинула плацдарм и переправилась на восточный берег реки. 3 сентября 1942 года возвращена на плацдарм, начала смену частей 65-й стрелковой дивизии у Селищенского посёлка, и, в момент смены, немецкие войска перешли в атаку, захватив часть позиций советских войск. Немалую роль в восстановлении позиций сыграла женская снайперская рота численностью 99 человек, которая, заняв оборону, обратила в бегство, а в ходе дальнейшей контратаки уничтожила до батальона гитлеровских войск, потеряв всего 4-х человек легкоранеными.
Находилась на плацдарме до января 1944 года. 13 января 1944 она снялась с занимаемых позиций и была переброшена на 30 км южнее в сторону Новгорода. С 14 января 1944 года переходит в наступление в ходе Новгородско-Лужской наступательной операции. Не встречая сопротивления за первый день наступления местами продвинулась на 32 километра, дивизией был занят сильно укреплённый узел сопротивления в деревне Подберезье. Затем передислоцирована южнее и с 20 января 1944 года по 24 января 1944 года штурмовала хорошо укреплённый опорный пункт в деревне Оссия, после этих боёв продвигается, преследуя отступающего противника, 2 февраля 1944 года взяла во взаимодействии с 44-й стрелковой дивизией Финев Луг, к 7 февраля 1944 года выйдя на дорогу Ленинград — Псков, но, натолкнувшись на сильное сопротивление, с ходу не смогла её перерезать, сумев сделать это только 11 февраля 1944 года.
С 16 февраля 1944 года дивизия передана в 112-й стрелковый корпус 8-й армии и 3 марта 1944 года вышла к Чудскому озеру близ истока реки Нарвы. После кратковременного отдыха двумя батальонами по льду озера совершила попытку выйти в тыл сильно укреплённой оборонительной полосы противника, но неудачно. Обратно не вернулся почти никто из состава двух батальонов. Несколько сдвинувшись вправо и приняв полосу обороны у 43-й стрелковой дивизии, соединение форсировало Нарву, захватив плацдарм, размером 400 на 2000 метров, который полностью простреливался. После этого дивизия вела бои за удержание и расширение плацдарма до июля 1944 года. 26 апреля 1944 года на плацдарм перебрался и штаб дивизии.
29 июля 1944 года дивизия снялась с позиции и передислоцировавшись к деревне Ляли (в настоящее время на месте деревни находится Нарвский карьер по добыче горючего сланца) к западу от Нарвы, вела там встречные бои. 11 августа 1944 года дивизия была снята с позиций и передислоцирована в Кингисепп, погружена там в эшелоны и переправлена в Пыталово.
С 14 сентября 1944 года наступала в ходе Рижской операции из района западнее Цесвайне. 17 сентября дивизия встретила упорное сопротивление противника на реке Огре, в районе селения Ивани-Спильва. После тяжёлых боёв за населённый пункт, дивизия быстро наступала к Риге, встречая незначительное сопротивление и в 20 километрах от города, начала выдвижение вокруг Риги на Тукумс. У Тукумса прорвать оборону противника не удалось.
6 ноября 1944 года дивизия отведена в тыл и переформирована. По существу это было новое формирование, поскольку весь личный состав стрелковых подразделений от рядовых до командиров рот оставался на месте и передавался в другие части, из специализированных подразделений было изъято до 60 % рядового и сержантского состава. В виде органов управления и небольшой части рядовых, дивизия была переброшена в Польшу, и в декабре 1944 года была сосредоточена у Белостока, где началось комплектование дивизии пополнением.
С 18 января 1945 года дивизия начала марш на рубеж реки Нарев. C 24 января 1945 года переправляется через реку в районе Визны, не встретив сопротивления (было подавлено артиллерией), продвигаясь вперёд без боя заняла Иоханисбург и оттуда с 27 января 1945 года c тяжёлыми боями прорывала полосу укрепрайона Мазурских озёр, последовательно отвоёвывая населённые пункты Рудшаны, Пуйен, Бабинтен, Коленган, Кобультен, Бишофсбург, Ротфлие, Зеебург, Фронтенбург, Ройхенбург, Ливенбург, Ансдорф, Лихтенау, Лотерфельд, Петерсвальде, Лихтенфельд, форсировала реку Алле. К 22 февраля 1945 года дивизия взяла Хоенфьюрст, севернее Мельзака, и вышла к побережью Балтийского моря в районе залива Фришес-Хафф. Оттуда дивизия совершила марш к Кёнигсбергу, и, по тылам советских войск, в первых числах марта 1945 года вышла в район Кведнау (ныне Северная Гора, район на севере Калининграда).
С 6 апреля 1945 года дивизия штурмовала Кёнигсберг, в наступлении овладела несколькими фортами, Северным вокзалом, мясокомбинатом и госпиталем, затем приняла капитуляцию частей гарнизона города. 11 апреля 1945 года дивизия была выведена из города и расположилась в 22 километрах к востоку, где и закончила войну.
Война с гитлеровцами была окончена, но в тылу стали проявлять активность бандформирования. В Августовских лесах в Польше скопились банды дезертиров, власовцев, враждебно настроенных поляков. У них были даже артиллерия и танки. Для уничтожения этих банд в составе 50-й армии была привлечена 2 стрелковая Мазурская ордена Кутузова II степени дивизия и другие войска. Августовские леса окружили. В большинстве случаев бои носили скоротечный характер, однако потерь избежать не удалось. Операция по очистке Августовских лесов продолжалась до середины августа. По её окончании все воинские части были нацелены на уборку урожая и другие сельскохозяйственные работы.
Некоторое время дивизия дислоцировалась в городе Сувалки.
1 октября 1945 года дивизию передислоцировали в город Нежин, где она была расформирована 28 января 1946 года.

## Подчинение
| Дата                 | Фронт (округ)                                              | Армия      | Корпус (группа)         | Примечания |
| -------------------- | ---------------------------------------------------------- | ---------- | ----------------------- | ---------- |
| 1 января 1942 года   | Архангельский военный округ                                |            |                         |            |
| 1 февраля 1942 года  | Архангельский военный округ                                |            |                         |            |
| 1 марта 1942 года    | Архангельский военный округ                                |            |                         |            |
| 1 апреля 1942 года   | Волховский фронт                                           |            |                         |            |
| 1 мая 1942 года      | Ленинградский фронт (Группа войск Волховского направления) | 59-я армия |                         |            |
| 1 июня 1942 года     | Ленинградский фронт (Волховская группа войск)              | 59-я армия |                         |            |
| 1 июля 1942 года     | Волховский фронт                                           | 59-я армия |                         |            |
| 1 августа 1942 года  | Волховский фронт                                           | 59-я армия |                         |            |
| 1 сентября 1942 года | Волховский фронт                                           | 59-я армия |                         |            |
| 1 октября 1942 года  | Волховский фронт                                           | 59-я армия |                         |            |
| 1 ноября 1942 года   | Волховский фронт                                           | 59-я армия |                         |            |
| 1 декабря 1942 года  | Волховский фронт                                           | 59-я армия |                         |            |
| 1 января 1943 года   | Волховский фронт                                           | 59-я армия |                         |            |
| 1 февраля 1943 года  | Волховский фронт                                           | 59-я армия |                         |            |
| 1 марта 1943 года    | Волховский фронт                                           | 59-я армия |                         |            |
| 1 апреля 1943 года   | Волховский фронт                                           | 59-я армия |                         |            |
| 1 мая 1943 года      | Волховский фронт                                           | 59-я армия |                         |            |
| 1 июня 1943 года     | Волховский фронт                                           | 59-я армия |                         |            |
| 1 июля 1943 года     | Волховский фронт                                           | 59-я армия |                         |            |
| 1 августа 1943 года  | Волховский фронт                                           | 59-я армия |                         |            |
| 1 сентября 1943 года | Волховский фронт                                           | 59-я армия |                         |            |
| 1 октября 1943 года  | Волховский фронт                                           | 4-я армия  |                         |            |
| 1 ноября 1943 года   | Волховский фронт                                           | 4-я армия  |                         |            |
| 1 декабря 1943 года  | Волховский фронт                                           | 59-я армия |                         |            |
| 1 января 1944 года   | Волховский фронт                                           | 59-я армия | 112-й стрелковый корпус |            |
| 1 февраля 1944 года  | Волховский фронт                                           | 59-я армия | 112-й стрелковый корпус |            |
| 1 марта 1944 года    | Ленинградский фронт                                        | 8-я армия  | 112-й стрелковый корпус |            |
| 1 апреля 1944 года   | Ленинградский фронт                                        | 8-я армия  | 112-й стрелковый корпус |            |
| 1 мая 1944 года      | Ленинградский фронт                                        | 8-я армия  | 112-й стрелковый корпус |            |
| 1 июня 1944 года     | Ленинградский фронт                                        | 8-я армия  | 112-й стрелковый корпус |            |
| 1 июля 1944 года     | Ленинградский фронт                                        | 8-я армия  | 112-й стрелковый корпус |            |
| 1 августа 1944 года  | Ленинградский фронт                                        | 8-я армия  | 112-й стрелковый корпус |            |
| 1 сентября 1944 года | 2-й Прибалтийский фронт                                    | 42-я армия | 110-й стрелковый корпус |            |
| 1 октября 1944 года  | 2-й Прибалтийский фронт                                    | 42-я армия | 110-й стрелковый корпус |            |
| 1 ноября 1944 года   | 2-й Прибалтийский фронт                                    | 42-я армия | 124-й стрелковый корпус |            |
| 1 декабря 1944 года  | 2-й Прибалтийский фронт                                    | 42-я армия |                         |            |
| 1 января 1945 года   | 2-й Белорусский фронт                                      | 50-я армия |                         |            |
| 1 февраля 1945 года  | 3-й Белорусский фронт                                      | 50-я армия | 81-й стрелковый корпус  |            |
| 1 марта 1945 года    | 3-й Белорусский фронт                                      | 50-я армия | 81-й стрелковый корпус  |            |
| 1 апреля 1945 года   | 3-й Белорусский фронт                                      | 50-я армия | 81-й стрелковый корпус  |            |
| 1 мая 1945 года      | 3-й Белорусский фронт                                      | 50-я армия | 81-й стрелковый корпус  |            |

## Состав
- 13-й стрелковый Кёнигсбергский полк
- 200-й стрелковый Кёнигсбергский полк
- 261-й стрелковый полк
- 164-й артиллерийский полк
- 70-й отдельный истребительно-противотанковый дивизион
- 96-й отдельный миномётный дивизион (до 29.10.1942)
- 55-я отдельная разведывательная рота
- 15-й отдельный сапёрный батальон
- 192-й отдельный ордена Красной Звезды батальон связи
- 91-й медико-санитарный батальон
- 497-я отдельная рота химической защиты
- 84-я автотранспортная рота
- 414-я полевая хлебопекарня
- 875-й дивизионный ветеринарный лазарет
- 1651-я полевая почтовая станция
- 1059-я полевая касса Госбанка

Перечень № 5 Стрелковых, горнострелковых, мотострелковых и моторизованных дивизий, входивших в состав действующей армии в годы Великой Отечественной войны 1941—1945 гг. / А. П. Покровский. — М.: Министерство обороны, 1956. — 218 с.

## Командиры
- Лукьянов, Дмитрий Акимович, полковник (с 18 мая 1943 года генерал-майор) — (07.01.1942 — 11.02.1944)
- Перевозников, Мирон Иванович, полковник — (11.02.1944 — 28.01.1946)

## Награды и наименования
- 5 апреля 1945 года — почётное наименование «Мазурская» — присвоено приказом Верховного Главнокомандующего № 053 от 5 апреля 1945 года
- 5 апреля 1945 года —  Орден Кутузова 2 степени — награждена указом Президиума Верховоного Совета СССР от 5 апреля 1945 года за образцовое выполнение заданий командования в боях с немецкими мецкими захватчиками при овладении городами Вормдитт, Мельзак и проявленные при этом доблесть и мужество.[5]

Награды частей дивизии:
- 13-й стрелковый Кёнигсбергский[6]полк
- 200-й стрелковый Кёнигсбергский[6] полк
- 261-й стрелковый ордена Кутузова[7] полк
- 164-й артиллерийский ордена Кутузова[7] полк
- 15-й отдельный сапёрный ордена Красной Звезды[7] батальон
- 192-й отдельный ордена Красной Звезды[7] батальон связи

## Отличившиеся воины дивизии
- Харченко, Фёдор Алексеевич — комсомольский организатор батальона, снайпер, старший сержант.Звание присвоено указом Президиума Верховного Совета СССР от 6 мая 1965 года посмертно (погиб 23 января 1944 года).